# باول دبليو. تايلور
باول دبليو. تايلور (بالإنجليزية: Paul Taylor)‏ هو فيلسوف أمريكي، ولد في 19 نوفمبر 1923 في فيلادلفيا في الولايات المتحدة، وتوفي في 14 أكتوبر 2015.

## وصلات خارجية
- باول دبليو. تايلور على موقع الموسوعة البريطانية (الإنجليزية)